# Saint-Sylvain-d'Anjou
Saint-Sylvain-d'Anjou är en kommun i departementet Maine-et-Loire i regionen Pays de la Loire i nordvästra Frankrike. Kommunen ligger i kantonen Angers-Nord-Est som tillhör arrondissementet Angers. År 2018 hade Saint-Sylvain-d'Anjou 4 842 invånare.

## Befolkningsutveckling
Antalet invånare i kommunen Saint-Sylvain-d'Anjou
| Referens: INSEE |